# Trylogia Pękniętej Ziemi

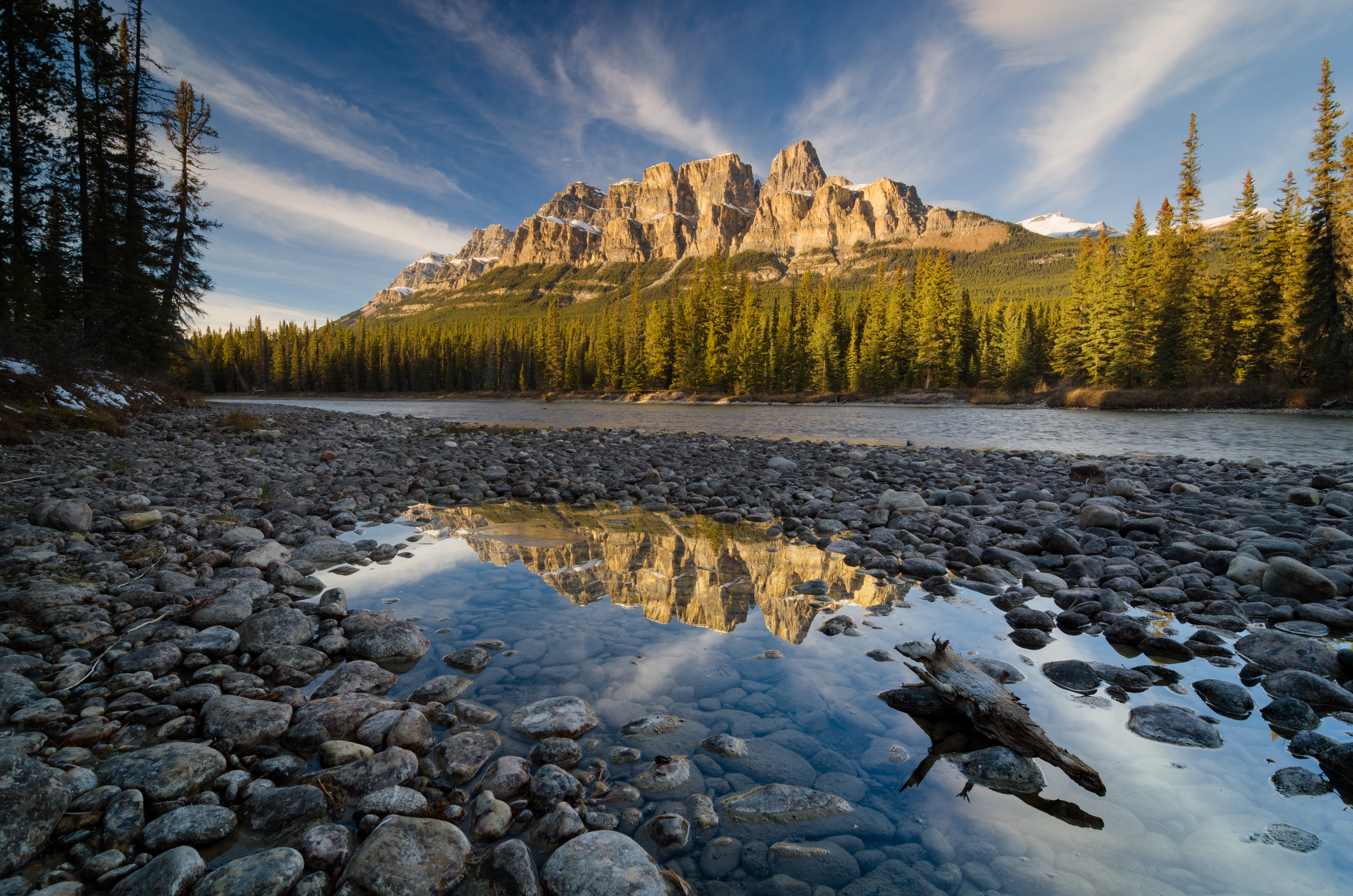
System magiczny w trylogii opiera się na ruchach tektonicznych planety. Osoby z niezwykle silną mocą są w stanie w sensie dosłownym przenosić góry. Na zdjęciu Castle Mountain znajdująca się w prowincji Alberta (Kanada).

Trylogia Pękniętej Ziemi (ang. The Broken Earth) – cykl trzech amerykańskich powieści fantasy autorstwa N.K. Jemisin. Wszystkie zdobyły Nagrodę Hugo, były także wielokrotnie nagradzane i nominowane do innych nagród. W Polsce trylogia została wydana nakładem wydawnictwa SQN, w tłumaczeniu Jakuba Małeckiego.

## Książki w cyklu
| Numer w serii | Polski tytuł    | Oryginalny tytuł | Oryginalny nr ISBN | Polski nr ISBN         | Data oryginalnego wydania |
| ------------- | --------------- | ---------------- | ------------------ | ---------------------- | ------------------------- |
| 1             | Piąta pora roku | The Fifth Season | ISBN 0-316-22929-6 | ISBN 978-83-7924-698-4 | 4 sierpnia 2015           |
| 2             | Wrota obelisków | The Obelisk Gate | ISBN 0-356-50836-6 | ISBN 978-83-65836-09-0 | 16 sierpnia 2016          |
| 3             | Kamienne niebo  | The Stone Sky    | ISBN 0-356-50868-4 | ISBN 978-83-8129-118-7 | 15 sierpnia 2017          |

W „Clarkesworld Magazine” w lipcu 2014 ukazało się opowiadanie Stone Hunger, którego akcja osadzona jest w tym samym świecie, co książki z trylogii.

## Świat przedstawiony

### Górotwory
Górotwory to osoby posiadające zdolność kontrolowania energii: ziemi oraz temperatury. Mogą powodować, lub zapobiegać trzęsieniom ziemi, kontrolują również emisje gazów. Są w stanie też je wyczuwać (sejszyć). W gniewie potrafią bezpośrednio zabić człowieka, poprzez przejęcie ich temperatury ciała, wywołując tym samym trzęsienie. W takim przypadku wokół nich pojawia się krąg z lodu, który jest w stanie błyskawicznie zamrozić wszystkie żywe istoty w jego obrębie. Choć dzięki nim pojawia się możliwość kontrolowania ruchów płyt tektonicznych, co sprawia, że są niezwykle przydatni społeczeństwu, powszechnie traktowani są bardzo źle. Ludzie boją się ich: w niewielkich miasteczkach często dochodzi do morderstw po odkryciu umiejętności dziecka, szczególnie, że zwykle objawiają się pod wpływem silnych emocji.
Grupa ta kontrolowana jest przez Strażników: kastę, której zadaniem jest ochrona górotworów oraz ochrona ludzi przed nimi. Nie wahają się użycia siły, czy nawet zabicia nieposłusznego górotworu. Często są pozbawionymi nadzwyczajnych zdolności potomkami górotworów.

#### Fulcrum
Górotwory w świecie Jemisin muszą ukrywać swoje zdolności przed społeczeństwem, jeśli nie chcą być z niego wyeliminowane. Jedynym wyjątkiem są te, które trafiły do Fulcrum.  Jeśli dziecko nie zostaje zabite przez rodziców, lub społeczeństwo po odkryciu ich umiejętności, przejmuje je Strażnik, który zabiera je do Fulcrum w mieście Yumenes. To swoista szkoła dla górotworów, ale także więzienie, którego nie mogą odpuszczać, bezustannie żyjąc pod ochroną strażników. Ci, którzy przejdą wstępne szkolenie, stają się Imperialnymi Górotworami. Od tego czasu są wysyłane do różnych miejsc na kontynencie, w celu uszczelniania wulkanów i pomocy przy przygotowaniach do kolejnej piątej pory roku.
Jeśli górotwór nie jest w stanie opanować swojej mocy, zostaje zabity. Jego poziom wyszkolenia określa liczba przypisanych mu pierścieni, których maksymalna liczba może wynosić dziesięć. Wyszkolonych w Fulcrum można rozpoznać po czarnych strojach.
Inspiracją dla autorki w trakcie tworzenia tego miejsca były historyczne szkoły, w których dzieci innych ras, niż biała, były zmuszane do akulturacji, zwykle w sposób bardzo bolesny i krwawy, czasem nawet doprowadzający do śmierci. Jemisin skupiła się jednak przede wszystkim na tym, jak na ludzi działa opresja, bo choć Fulcrum samo w sobie jest prowadzone przez górotwory to nie traktuje swoich wychowanków w sposób poprawny.

### Zjadacze kamieni
Rasa istniejąca w uniwersum Pękniętej Ziemi. Bardzo tajemnicze istoty, przypominające poruszające się kamienie. Potrafią poruszać się między skałami i właśnie nimi się żywią. Zwykle trzymają się z dala od ludzi, jednak zdecydowanie przewyższają ich swoją mądrością. Są one wariacją autorki na temat mitologicznych stworzeń znanych na Ziemi.

### Piąta pora roku
W świecie Pękniętej Ziemi piątą porą roku regularnie pojawiają się katastrofy. Wywołują je różne czynniki. Często są to wybuchy wulkanów i różnorakie emisje gazów, które powodują długotrwałe negatywne skutki dla ekosystemu na danym obszarze. To zaś często prowadzi do głodu i masowego wymierania ludzi.  Ci jednak, niegdyś będąc społeczeństwem globalnym, wymyślili system przeciwdziałania im, który nazwali piątą porą roku. W tym systemie, gdy zauważalna jest duża katastrofa (np. słońce nie pojawia się od trzech miesięcy, pojawia się głód itd.) następuje zmiana prawa, które zakłada trzymanie się ludzi w grupie, w małych społecznościach, które utrzymują małą populacje i dzielą mieszkańców na członków mniej, lub bardziej użytecznych kast. Nazwa piąta pora roku odnosi się więc zarówno do występujących katastrof, jak i zjawiska kulturowego, które występuje w trakcie nich.